# Tommy Shelby
Thomas Michael Shelby es un personaje de ficción y protagonista de la serie británica de crímenes de época Peaky Blinders. Está interpretado por el actor irlandés Cillian Murphy, que ha ganado dos Irish Film & Television Awards y dos National Television Awards por su interpretación de Shelby. El personaje ha sido aclamado por la crítica.
El director Steven Knight eligió a Murphy para el papel de Tommy Shelby. El personaje se presenta como un veterano de la Primera Guerra Mundial procedente de una familia con ascendencia romaní, cuya empresa criminal se centra en Birmingham. La narración comienza en 1919 y gira en gran parte en torno al romance de Shelby con Grace Burgess y su conflicto con el inspector Campbell. A medida que avanza la serie, la relación de Shelby con el jefe de la mafia Alfie Solomons es un elemento clave en muchos de los argumentos.

## Casting y antecedentes
Cillian Murphy había expresado su interés por hacer más papeles en televisión: «Esas series icónicas americanas se habían emitido y las veíamos, y todo el mundo era consciente de ello. Creo que la BBC era consciente de ello, así que me interesé por leer buenos guiones y [Peaky Blinders] fueron los primeros que me enviaron". Murphy admitió que no sabía quiénes eran los Peaky Blinders cuando le presentaron inicialmente el guion.
Jason Statham fue inicialmente el preferido para el papel por el director Steven Knight, quien explica que «me reuní con ambos en Los Ángeles para hablar del papel y opté por Jason. [...] Cillian, cuando lo conoces, no es Tommy, obviamente, pero fui lo suficientemente estúpido como para no entenderlo". Knight optó entonces por Murphy después de recibir un mensaje de texto de él que decía «Recuerda, soy actor».
Aunque muchos personajes de la serie están basados en personajes históricos reales, la mayoría de los Peaky Blinders son totalmente ficticios y fueron creados por Knight. Tommy Shelby procede de una familia Romani afincada en Birmingham. Murphy pasó tiempo con el pueblo romaní para prepararse para el papel. Shelby es un veterano de la Primera Guerra Mundial y sufre de trastorno de estrés postraumático como resultado de sus experiencias durante la guerra; algo que es un tema recurrente a lo largo de la serie. Shelby luce un corte bajo peinado y esto ha provocado un resurgimiento de su popularidad.

## Recepción de la crítica
Por su interpretación de Tommy Shelby, Murphy ha recibido elogios generalizados de la crítica y ganó el Irish Film & Television Academy al mejor actor protagonista de drama en 2017 y 2018 En 2020, Murphy fue galardonado con un National Television Award a la Mejor Interpretación de Drama por el mismo papel, superando a artistas de la talla de Jodie Comer e Idris Elba en el premio, y volvió a ganar en 2022..
Emily VanDerWerff elogió al personaje: «Llamar magnético a Murphy podría ser subestimar su presencia, y aunque el resto de Blinders es bastante bueno, la serie no puede evitar decaer un poco cada vez que Murphy no está cerca». Morgan Jeffery elogia el «carisma de estrella de cine» del personaje, mientras que Maureen Ryan afirma que «Tommy Shelby puede que no sea un buen hombre, pero es fenomenalmente digno de ver». 